# Metapleura
Metapleura, metapleuron (łac. metapleuron, metapleurum, l.mn. mesopleura) – boczna część (pleura) trzeciego segmentu tułowia u sześcionogów, czyli zatułowia. Może być błoniasta, tworzyć pojedynczy skleryt boczny, metapleuryt, ale u imagines owadów uskrzydlonych zawiera zwykle więcej sklerytów.
Metapleury powstały w wyniku wbudowania się w ścianę ciała przedbiodrzy (łac. subcoxae) odnóży tułowiowych tylnej pary. Pierwotnie metapleura formowała trzy skleryty: metasternopleuryt, metakoksopleuryt i metanapleuryt. Ten pierwszy u wszystkich współczesnych sześcionogów zlał się wtórnie z właściwym sklerytem zapiersia (łac. meteusternum). Metanapleuryt i metakoksopleuryt (zwany też metakatapleurytem) zachowały swą odrębność u skrytoszczękich, rybików, przerzutek i widelnic. Koksopleuryt tworzy stawowe połączenie z biodrem. W innych liniach ewolucyjnych metanapleuryt i metakoksopleuryt zlały się w jednolity metapleuryt, który później mógł ulegać wtórnym podziałom. Z kolei u larw owadów o przeobrażeniu zupełnym metapleury zwykle zachowują formę błoniastą.
Owady uskrzydlone często mają metapleuryt podzielony z góry na dół na przedni metepisternit (łac. metepisternum) i tylny metepimeryt (łac. metepimeron). Podział ten biegnie szwem metapleuralnym (łac. sutura metapleuralis), któremu od wewnątrz odpowiada apofiza metapleuralna (łac. apophysis metapleuralis), od stanowiącego podporę skrzydeł słupka pleralnego po staw tylnych bioder. Rejon metepisternitu wyciągnięty ku dołowi przed panewkami tylnych bioder to mostek przedbiodrowy (łac. precoxale) i może on czasem formować odrębny skleryt. Rejon metepimerytu wyciągnięty ku dołowi za panewkami środkowych bioder to z kolei mostek zabiodrowy (łac. postcoxale). Często jest on zredukowany i rzadko formuje odrębny skleryt. U wielu grup owadów uskrzydlonych między tymi mostkami leży jeszcze pozostałość metakoksopleurytu w postaci odkrytego lub ukrytego krętarzyka (łac. metatrochantin), aczkolwiek u zaawansowanych ewolucyjnie grup może on zanikać. Metepisternit może być wtórnie podzielony szwem rzekomym na górne metanepisternum i dolne metakatepisternum. Podobnie metepimeryt dzielić się może szwem na górny metanepimeron i dolny metakatepimeron. U owadów o dobrze rozwiniętych skrzydłach tylnej pary mezopleura ma jeszcze niewielkie skleryty podskrzydłowe, czyli epipleuryty (łac. epipleura), służące za punkty przyczepu mięśni skrzydeł. Epipleuryty leżące z przodu, nad episternitem to skleryty bazalarne (łac. basalare), a ten leżący z tyłu, nad epimerytem to  skleryt subalarny (łac. subalare).
Szew dzielący metapleurę od występującej przed nią mezopleury nazwa się szwem interpleuralnym (łac. sutura interpleuralis). Występuje on np. u ważek.
Wśród muchówek dobrze rozwinięte metapleury, podzielone na metepisternit i metepimeryt mają tylko muchówki długoczułkie. U muchówek krótkoczułkich cały bok tułowia zajmuje mezopleura, a metapleura zredukowana jest do małej płytki za przetchlinkami, odgraniczonej od góry podstawą przezmianki. Na metapleurach występować mogą u nich szczecinki metapleuralne.
U większości błonkówek z rodziny mrówkowatych w tylno-dolnym narożu metapleury uchodzi gruczoł metapleuralny produkujący wydzielinę o właściwościach bakteriostatycznych i fungistatycznych.